# Gago Drago
Gagik Haroetjunjan, detto Gago Drago (in armeno Գագիկ "Գագո Դրագո" Հարությունյան?; Verishen, 8 marzo 1985), è un kickboxer olandese di origini armene.
È noto per le sue combinazioni di pugni e per i suoi calci imprevedibili. Compete attualmente per il K-1 MAX e si allena al Gym Alkmaar sotto la tutela di Edwin van Os.